# روس مينتر
روس مينتر (بالإنجليزية: Ross Minter)‏ مواليد 10 نوفمبر 1978 في كرولي، هو ملاكم محترف إنجليزي يصنف ضمن فئة وزن الوسط.

## إحصائيات
خاض خلال مسيرته 22 نزالا، فاز في 17 وتعادل في 1 وخسر في 4. فاز بالضربة القاضية في 8 نزالا.